# Charles Auguste Martin
Charles Auguste Martin – francuski kierowca wyścigowy.

## Kariera
W swojej karierze wyścigowej Martin poświęcił się startom w wyścigach samochodów sportowych. W latach 1932-1934 Francuz pojawiał się w stawce 24-godzinnego wyścigu Le Mans. W pierwszym sezonie startów odniósł zwycięstwo w klasie 1.1, a w klasyfikacji generalnej uplasował się na ósmej pozycji. Dwa lata później był dwunasty w klasie 1.1.